# Barbara di Cilli
Barbara di Cilli, o Barbara di Celje (in croato e sloveno Barbara Celjska; in ceco Barbora Cellská; in ungherese Cillei Borbála; Celje, 1392 – Mělník, 11 luglio 1451), è stata imperatrice del Sacro Romano Impero, regina d'Ungheria e Boemia. Ricevette il nomignolo di Messalina di Germania ed ebbe un ruolo strumentale nella creazione dell'Ordine del Drago. Essa fu inoltre reggente d'Ungheria durante l'assenza del marito.

## Genealogia familiare
Barbara era una figlia di Ermanno II, conte di Cilli (Celje), e della contessa Anna di Schauenburg. I nonni paterni di Barbara erano quindi Ermanno I di Cilli e la moglie Caterina di Bosnia, probabilmente sorella di Elisabetta di Bosnia. I nonni materni di Barbara erano invece Enrico III di Schauenburg e Ursula di Görz.
Tanto Barbara quanto le sue cugine e la sorella adottata, Anna, sposarono monarchi regnanti le cui consorti appena decedute appartenevano alla famiglia di Cilli. Anna, nel 1402, sposò Jogaila, re di Polonia e Lituania, dopo la morte di Edvige di Polonia, mentre Barbara sposò Sigismondo, re d'Ungheria, nel 1405, dopo la morte di Maria d'Ungheria. Questo matrimonio venne combinato per rafforzare la posizione di Sigismondo sul trono ungherese, dal momento che, attraverso il padre, Barbara poteva tracciare la sua discendenza non solo fino ai governanti sloveni di Cilli e ai Kotromanić di Bosnia, ma anche alla nobile famiglia Šubić della Croazia.
Barbara sopravvisse abbastanza a lungo per vedere la nascita di tre dei suoi nipoti: Anna, Elisabetta e Ladislao. Essa è una delle antenate delle moderne famiglie reali d'Europa: il suo sangue scorre infatti nelle vene dei membri delle principali dinastie europee.
Il padre di Barbara, Ermanno II, come suocero di Sigismondo e Jogaila, in conflitto tra di loro, giocò un ruolo cruciale nel 1410 negli eventi politici che precedettero la battaglia di Tannenberg, quando contribuì ad impedire che Sigismondo, alleato con i Cavalieri Teutonici, attaccasse Jogaila. Quest'ultimo, con i suoi alleati slavi, sconfisse i Cavalieri che guidavano combattenti inviati da ventidue nazioni occidentali, compreso il Papato.

## Biografia
Nel 1401 venne combinato il fidanzamento di Barbara e nel 1405 o 1408 venne data in sposa a Sigismondo, re d'Ungheria, figlio cadetto dell'imperatore Carlo IV, a cui in seguito succedette sui troni di Germania (1410), di Boemia (1419) ed infine del Sacro Romano Impero, venendo incoronato nel 1433. Il matrimonio ebbe luogo molto probabilmente nel 1405, ma non ce n'è conferma fino al 1408, quando Barbara venne incoronata regina d'Ungheria. Barbara e Sigismondo ebbero una figlia, Elisabetta, che sposò il duca d'Austria Alberto II d'Asburgo.
Barbara tentò, assieme al fratello e al nipote, di convincere i Boemi a insediare Ladislao III o Casimiro di Polonia sul trono di Boemia, alla morte di Sigismondo, invece del genero Alberto II d'Asburgo; in cambio Ladislao l'avrebbe sposata. Quando Sigismondo scoprì queste macchinazioni, il 5 dicembre 1437 ordinò che venisse imprigionata nel castello di Presburgo, l'odierna Bratislava.
Alla morte del marito, Barbara venne rilasciata, ma tutte le sue proprietà erano state confiscate e in seguito essa venne esiliata in Ungheria. Si trasferì in seguito in Polonia, dove, secondo Jan Długosz, ricevette Sandomierz come feudo. Nel 1441 si trasferì a Mělník, in Boemia; trascorse poi il resto della sua vita come regina madre in Boemia, dove venne anche accusata di complottare contro il regime.
Durante la vedovanza essa si dedicò ai suoi interessi per l'alchimia e le scienze dell'occulto. Venne accusata dall'alchimista boemo Johann von Laaz di truffare mercanti con false monete d'oro: costoro sarebbero stati convinti dall'imperatrice che il metallo era stato prodotto da lei per via alchemica. Morì di peste nel 1451.

## Genetica
Barbara di Cilli è un'antenata matrilineare diretta di Nicola II di Russia. Posto che la genealogia sia corretta, questo implica che lei e tutti i suoi parenti per linea femminile appartengono all'aplogruppo mitocondriale T; tra questi vi sono numerosi discendenti appartenenti alla nobiltà europea.
Il bisnonno era Vladislav Kotromanić, mentre la bisnonna era la contessa croata Jelena Šubić, madre di re Tvrtko I di Bosnia. La sua più distante antenata materna conosciuta è Adelaide di Alpeck (m. 1280), figlia di Witegow di Alpeck.
Una sua lontana nipote fu Anna di Danimarca, moglie di Giacomo I d'Inghilterra e madre di Carlo I, nonché di Elisabetta, regina di Boemia. Con la futura ascesa al trono del Regno Unito del principe William, figlio di Diana Spencer, diretta discendente degli Stuart, Barbara di Cilli diventerà pure diretta ava dei monarchi inglesi.